# English Football League
English Football League (EFL), kallad Sky Bet EFL av sponsorskäl, tidigare kallad The Football League, är en nationell fotbollsliga i England, grundad 1888. Ligan består av 72 klubbar fördelade på tre divisioner: The Championship, League One och League Two, vilka utgör nivåerna 2–4 i det engelska ligasystemet.
Från allra första början bestod ligan av tolv klubbar och när den bildades 1888 blev den världens första fotbollsliga. I över 100 år var ligan den högsta i England, men 1992 bröt sig de 22 klubbarna i dåvarande högstadivisionen First Division ur ligan och bildade FA Premier League. Premier League och English Football League är dock ännu sammanbundna genom upp- och nedflyttningssystem.
English Football League är även namnet på den styrande instans, ligaföreningen, som övervakar ligaspelet och som även organiserar två cupturneringar, Ligacupen (EFL Cup) och EFL Trophy. Den operationella delen av ligaföreningen ligger i Preston, medan den kommersiella delen ligger i London.

## Historia
The Football League bildades 1888 efter ett initiativ av William McGregor, representant för Aston Villa. De tolv ursprungliga medlemmarna kom från Midlands och Lancashire och var:

- Accrington
- Aston Villa
- Blackburn Rovers
- Bolton Wanderers
- Burnley
- Derby County
- Everton
- Notts County
- Preston North End
- Stoke
- West Bromwich Albion
- Wolverhampton Wanderers

På 1890-talet började ligan utökas med klubbar från nordöstra England (Sunderland, invalda 1890) och Yorkshire (The Wednesday, invalda 1892) och 1892 upptogs konkurrerande Football Alliance som ligans Second Division. 1893 invaldes Woolwich Arsenal som den första ligaklubben från södra England. Vid sekelskiftet hade ligan utökats till 36 klubbar och efter första världskriget bestod den av 44 klubbar indelade i två divisioner.
1920 utökades ligan med ytterligare 22 klubbar när Southern Football Leagues första division upptogs som ligans Third Division. Året därpå ombildades den till Third Division South samtidigt som Third Division North bildades med klubbar från norra England. Ligan bestod nu av 88 klubbar från alla delar av England och även några klubbar från Wales.
1958 utökades ligan med ytterligare fyra klubbar till 92 medlemmar samtidigt som de två tredjedivisionerna ombildades till de rikstäckande Third Division och Fourth Division.
1992 lämnade de 22 klubbarna i First Division ligan för att bilda FA Premier League. The Football Leagues Second Division blev då i stället First Division och så vidare och Fourth Division upphörde. 2004 bytte ligans tre divisioner namn till de namn de har i dag.
2016 bytte ligan namn från The Football League till English Football League (EFL).

## Mästare
Nedan följer listor med mästare per säsong:
Klubbar i fet stil vann "dubbeln" (ligan och FA-cupen).

### 1888–1892
När ligan bildades spelade alla klubbar i en och samma division.
| Säsong  | The Football League |
| ------- | ------------------- |
| 1888/89 | Preston North End   |
| 1889/90 | Preston North End   |
| 1890/91 | Everton             |
| 1891/92 | Sunderland          |

### 1892–1920
1892 gick den rivaliserande ligan Football Alliance upp i The Football League, vilket gjorde att ligan hade tillräckligt med klubbar för att starta ytterligare en division. Den befintliga divisionen fick heta Football League First Division och den nya fick heta Football League Second Division. Till en början avgjordes upp- och nedflyttning mellan divisionerna av så kallade test matches, men 1898 infördes direktuppflyttning där de två bäst placerade klubbarna i Second Division ersatte de två sista i First Division.
| Säsong  | First Division                                        | Second Division                                       |
| ------- | ----------------------------------------------------- | ----------------------------------------------------- |
| 1892/93 | Sunderland                                            | Small Heath                                           |
| 1893/94 | Aston Villa                                           | Liverpool                                             |
| 1894/95 | Sunderland                                            | Bury                                                  |
| 1895/96 | Aston Villa                                           | Liverpool                                             |
| 1896/97 | Aston Villa                                           | Notts County                                          |
| 1897/98 | Sheffield United                                      | Burnley                                               |
| 1898/99 | Aston Villa                                           | Manchester City                                       |
| 1899/00 | Aston Villa                                           | The Wednesday                                         |
| 1900/01 | Liverpool                                             | Grimsby Town                                          |
| 1901/02 | Sunderland                                            | West Bromwich Albion                                  |
| 1902/03 | The Wednesday                                         | Manchester City                                       |
| 1903/04 | The Wednesday                                         | Preston North End                                     |
| 1904/05 | Newcastle United                                      | Liverpool                                             |
| 1905/06 | Liverpool                                             | Bristol City                                          |
| 1906/07 | Newcastle United                                      | Nottingham Forest                                     |
| 1907/08 | Manchester United                                     | Bradford City                                         |
| 1908/09 | Newcastle United                                      | Bolton Wanderers                                      |
| 1909/10 | Aston Villa                                           | Manchester City                                       |
| 1910/11 | Manchester United                                     | West Bromwich Albion                                  |
| 1911/12 | Blackburn Rovers                                      | Derby County                                          |
| 1912/13 | Sunderland                                            | Preston North End                                     |
| 1913/14 | Blackburn Rovers                                      | Notts County                                          |
| 1914/15 | Everton                                               | Derby County                                          |
| 1915–19 | Uppehåll i ligaspelet på grund av första världskriget | Uppehåll i ligaspelet på grund av första världskriget |
| 1919/20 | West Bromwich Albion                                  | Tottenham Hotspur                                     |

### 1920–1921
1920 gick klubbarna i Southern Football Leagues förstadivision upp i The Football League (Southern Football League fortsatte med sina kvarvarande klubbar). Även Grimsby Town, som inte hade beviljats återinträde till Second Division föregående säsong, fick vara kvar i ligan. Dessa klubbar placerades i den nya Football League Third Division. I Second Division ersattes Grimsby Town av Cardiff City från Southern Football League.
| Säsong  | First Division | Second Division | Third Division |
| ------- | -------------- | --------------- | -------------- |
| 1920/21 | Burnley        | Birmingham City | Crystal Palace |

### 1921–1958
Efter endast en säsong utökades ligan igen. Denna gång gick ett antal klubbar från norra England med i ligan. Detta gjordes för att få geografisk balans, eftersom det vid förra utökningen nästan bara kom till klubbar från södra England. Gamla Third Division fick heta Football League Third Division South och den nya divisionen fick namnet Football League Third Division North.
| Säsong  | First Division                                       | Second Division                                      | Third Division North                                 | Third Division South                                 |
| ------- | ---------------------------------------------------- | ---------------------------------------------------- | ---------------------------------------------------- | ---------------------------------------------------- |
| 1921/22 | Liverpool                                            | Nottingham Forest                                    | Stockport County                                     | Southampton                                          |
| 1922/23 | Liverpool                                            | Notts County                                         | Nelson                                               | Bristol City                                         |
| 1923/24 | Huddersfield Town                                    | Leeds United                                         | Wolverhampton Wanderers                              | Portsmouth                                           |
| 1924/25 | Huddersfield Town                                    | Leicester City                                       | Darlington                                           | Swansea City                                         |
| 1925/26 | Huddersfield Town                                    | The Wednesday                                        | Grimsby Town                                         | Reading                                              |
| 1926/27 | Newcastle United                                     | Middlesbrough                                        | Stoke City                                           | Bristol City                                         |
| 1927/28 | Everton                                              | Manchester City                                      | Bradford Park Avenue                                 | Millwall                                             |
| 1928/29 | The Wednesday                                        | Middlesbrough                                        | Bradford City                                        | Charlton Athletic                                    |
| 1929/30 | Sheffield Wednesday                                  | Blackpool                                            | Port Vale                                            | Plymouth Argyle                                      |
| 1930/31 | Arsenal                                              | Everton                                              | Chesterfield                                         | Notts County                                         |
| 1931/32 | Everton                                              | Wolverhampton Wanderers                              | Lincoln City                                         | Fulham                                               |
| 1932/33 | Arsenal                                              | Stoke City                                           | Hull City                                            | Brentford                                            |
| 1933/34 | Arsenal                                              | Grimsby Town                                         | Barnsley                                             | Norwich City                                         |
| 1934/35 | Arsenal                                              | Brentford                                            | Doncaster Rovers                                     | Charlton Athletic                                    |
| 1935/36 | Sunderland                                           | Manchester United                                    | Chesterfield                                         | Coventry City                                        |
| 1936/37 | Manchester City                                      | Leicester City                                       | Stockport County                                     | Luton Town                                           |
| 1937/38 | Arsenal                                              | Aston Villa                                          | Tranmere Rovers                                      | Millwall                                             |
| 1938/39 | Everton                                              | Blackburn Rovers                                     | Barnsley                                             | Newport County                                       |
| 1939/40 | Ligan ej färdigspelad på grund av andra världskriget | Ligan ej färdigspelad på grund av andra världskriget | Ligan ej färdigspelad på grund av andra världskriget | Ligan ej färdigspelad på grund av andra världskriget |
| 1940–46 | Uppehåll i ligan på grund av andra världskriget      | Uppehåll i ligan på grund av andra världskriget      | Uppehåll i ligan på grund av andra världskriget      | Uppehåll i ligan på grund av andra världskriget      |
| 1946/47 | Liverpool                                            | Manchester City                                      | Doncaster Rovers                                     | Cardiff City                                         |
| 1947/48 | Arsenal                                              | Birmingham City                                      | Lincoln City                                         | Queens Park Rangers                                  |
| 1948/49 | Portsmouth                                           | Fulham                                               | Hull City                                            | Swansea City                                         |
| 1949/50 | Portsmouth                                           | Tottenham Hotspur                                    | Doncaster Rovers                                     | Notts County                                         |
| 1950/51 | Tottenham Hotspur                                    | Preston North End                                    | Rotherham United                                     | Nottingham Forest                                    |
| 1951/52 | Manchester United                                    | Sheffield Wednesday                                  | Lincoln City                                         | Plymouth Argyle                                      |
| 1952/53 | Arsenal                                              | Sheffield United                                     | Oldham Athletic                                      | Bristol Rovers                                       |
| 1953/54 | Wolverhampton Wanderers                              | Leicester City                                       | Port Vale                                            | Ipswich Town                                         |
| 1954/55 | Chelsea                                              | Birmingham City                                      | Barnsley                                             | Bristol City                                         |
| 1955/56 | Manchester United                                    | Sheffield Wednesday                                  | Grimsby Town                                         | Leyton Orient                                        |
| 1956/57 | Manchester United                                    | Leicester City                                       | Derby County                                         | Ipswich Town                                         |
| 1957/58 | Wolverhampton Wanderers                              | West Ham United                                      | Scunthorpe United                                    | Brighton & Hove Albion                               |

### 1958–1992
Inför säsongen 1958/59 ersattes Third Division North och South med en rikstäckande Football League Third Division och den nya Football League Fourth Division.
| Säsong  | First Division          | Second Division         | Third Division          | Fourth Division         |
| ------- | ----------------------- | ----------------------- | ----------------------- | ----------------------- |
| 1958/59 | Wolverhampton Wanderers | Sheffield Wednesday     | Plymouth Argyle         | Port Vale               |
| 1959/60 | Burnley                 | Aston Villa             | Southampton             | Walsall                 |
| 1960/61 | Tottenham Hotspur       | Ipswich Town            | Bury                    | Peterborough United     |
| 1961/62 | Ipswich Town            | Liverpool               | Portsmouth              | Millwall                |
| 1962/63 | Everton                 | Stoke City              | Northampton Town        | Brentford               |
| 1963/64 | Liverpool               | Leeds United            | Coventry City           | Gillingham              |
| 1964/65 | Manchester United       | Newcastle United        | Carlisle United         | Brighton & Hove Albion  |
| 1965/66 | Liverpool               | Manchester City         | Hull City               | Doncaster Rovers        |
| 1966/67 | Manchester United       | Coventry City           | Queens Park Rangers     | Stockport County        |
| 1967/68 | Manchester City         | Ipswich Town            | Oxford United           | Luton Town              |
| 1968/69 | Leeds United            | Derby County            | Watford                 | Doncaster Rovers        |
| 1969/70 | Everton                 | Huddersfield Town       | Leyton Orient           | Chesterfield            |
| 1970/71 | Arsenal                 | Leicester City          | Preston North End       | Notts County            |
| 1971/72 | Derby County            | Norwich City            | Aston Villa             | Grimsby Town            |
| 1972/73 | Liverpool               | Burnley                 | Bolton Wanderers        | Southport               |
| 1973/74 | Leeds United            | Middlesbrough           | Oldham Athletic         | Peterborough United     |
| 1974/75 | Derby County            | Manchester United       | Blackburn Rovers        | Mansfield Town          |
| 1975/76 | Liverpool               | Sunderland              | Hereford United         | Lincoln City            |
| 1976/77 | Liverpool               | Wolverhampton Wanderers | Mansfield Town          | Cambridge United        |
| 1977/78 | Nottingham Forest       | Bolton Wanderers        | Wrexham                 | Watford                 |
| 1978/79 | Liverpool               | Crystal Palace          | Shrewsbury Town         | Reading                 |
| 1979/80 | Liverpool               | Leicester City          | Grimsby Town            | Huddersfield Town       |
| 1980/81 | Aston Villa             | West Ham United         | Rotherham United        | Southend United         |
| 1981/82 | Liverpool               | Luton Town              | Burnley                 | Sheffield United        |
| 1982/83 | Liverpool               | Queens Park Rangers     | Portsmouth              | Wimbledon               |
| 1983/84 | Liverpool               | Chelsea                 | Oxford United           | York City               |
| 1984/85 | Everton                 | Oxford United           | Bradford City           | Chesterfield            |
| 1985/86 | Liverpool               | Norwich City            | Reading                 | Swindon Town            |
| 1986/87 | Everton                 | Derby County            | Bournemouth             | Northampton Town        |
| 1987/88 | Liverpool               | Millwall                | Sunderland              | Wolverhampton Wanderers |
| 1988/89 | Arsenal                 | Chelsea                 | Wolverhampton Wanderers | Rotherham United        |
| 1989/90 | Liverpool               | Leeds United            | Bristol Rovers          | Exeter City             |
| 1990/91 | Arsenal                 | Oldham Athletic         | Cambridge United        | Darlington              |
| 1991/92 | Leeds United            | Ipswich Town            | Brentford               | Burnley                 |

### 1992–2004
Efter att klubbarna i First Division brutit sig ur ligan och bildat FA Premier League, döptes divisionerna om. Second Division blev nya First Division, Third Division blev nya Second Division och Fourth Division blev nya Third Division.
| Säsong  | First Division    | Second Division        | Third Division         |
| ------- | ----------------- | ---------------------- | ---------------------- |
| 1992/93 | Newcastle United  | Stoke City             | Cardiff City           |
| 1993/94 | Crystal Palace    | Reading                | Shrewsbury Town        |
| 1994/95 | Middlesbrough     | Birmingham City        | Carlisle United        |
| 1995/96 | Sunderland        | Swindon Town           | Preston North End      |
| 1996/97 | Bolton Wanderers  | Bury                   | Wigan Athletic         |
| 1997/98 | Nottingham Forest | Watford                | Notts County           |
| 1998/99 | Sunderland        | Fulham                 | Brentford              |
| 1999/00 | Charlton Athletic | Preston North End      | Swansea City           |
| 2000/01 | Fulham            | Millwall               | Brighton & Hove Albion |
| 2001/02 | Manchester City   | Brighton & Hove Albion | Plymouth Argyle        |
| 2002/03 | Portsmouth        | Wigan Athletic         | Rushden & Diamonds     |
| 2003/04 | Norwich City      | Plymouth Argyle        | Doncaster Rovers       |

### 2004–
2004 döpte ligan om divisionerna: First Division blev The Championship, Second Division blev League One och Third Division blev League Two.
| Säsong  | The Championship        | League One              | League Two         |
| ------- | ----------------------- | ----------------------- | ------------------ |
| 2004/05 | Sunderland              | Luton Town              | Yeovil Town        |
| 2005/06 | Reading                 | Southend United         | Carlisle United    |
| 2006/07 | Sunderland              | Scunthorpe United       | Walsall            |
| 2007/08 | West Bromwich Albion    | Swansea City            | Milton Keynes Dons |
| 2008/09 | Wolverhampton Wanderers | Leicester City          | Brentford          |
| 2009/10 | Newcastle United        | Norwich City            | Notts County       |
| 2010/11 | Queens Park Rangers     | Brighton & Hove Albion  | Chesterfield       |
| 2011/12 | Reading                 | Charlton Athletic       | Swindon Town       |
| 2012/13 | Cardiff City            | Doncaster Rovers        | Gillingham         |
| 2013/14 | Leicester City          | Wolverhampton Wanderers | Chesterfield       |
| 2014/15 | Bournemouth             | Bristol City            | Burton Albion      |
| 2015/16 | Burnley                 | Wigan Athletic          | Northampton Town   |
| 2016/17 | Newcastle United        | Sheffield United        | Portsmouth         |
| 2017/18 | Wolverhampton Wanderers | Wigan Athletic          | Accrington Stanley |
| 2018/19 | Norwich City            | Luton Town              | Lincoln City       |